# Kadohara Kaoru
Kadohara Kaoru (門原 かおる, sinh ngày 25 tháng 5 năm 1970) là một cựu cầu thủ bóng đá nữ người Nhật Bản.

## Đội tuyển bóng đá nữ quốc gia Nhật Bản
Kadohara Kaoru thi đấu cho đội tuyển bóng đá nữ quốc gia Nhật Bản từ năm 1993 đến 1996.

## Thống kê sự nghiệp
| Nhật Bản  | Nhật Bản | Nhật Bản |
| Năm       | Trận     | Bàn      |
| --------- | -------- | -------- |
| 1993      | 4        | 1        |
| 1994      | 2        | 0        |
| 1995      | 2        | 0        |
| 1996      | 4        | 0        |
| Tổng cộng | 12       | 1        |